# ファックトーンゲーンブアート
ファックトーンゲーンブアート（タイ語: ฟักทองแกงบวด、IPA: [fák tʰɔːŋ kɛːŋ bùːat]）は、伝統的なタイの菓子である。 日本語に訳すとカボチャのココナッツミルク煮。最も有名なタイの菓子の1つ。 
ファックトーンゲーンブアートの起源は不明である。多くの研究によれば、この菓子はイーサーン地方と呼ばれるタイ北東部発祥で、東北部の人たちによりバンコクにもたらされ、広まったとされる。起源としては、イーサーン地方の多くの住民は農業に従事しており、自給自足の生活を営んでいる上、かつては市場でモノを購入し難かったため、地元の食べ物、野菜、果物を用いて料理を作らざるを得なかったことが挙げられている。 （Napasorn Phrayalaw、2012）